# Siphoninoidea
Siphoninoidea, tradicionalmente denominada Siphoninacea, es una superfamilia de foraminíferos del suborden Rotaliina y del orden Rotaliida. Su rango cronoestratigráfico abarca desde el Maastrichtiense (Cretácico superior) hasta la Actualidad.

## Clasificación
Siphoninoidea incluye a las siguientes familia:
- Familia Siphoninidae